# National Independent Soccer Association
Die National Independent Soccer Association (NISA) ist eine professionelle Männer-Fußballliga in den Vereinigten Staaten. Die Liga ist offiziell durch die United States Soccer Federation als Division III Professional League genehmigt worden und damit als dritte Liga im US-amerikanischen Fußballligensystem angesiedelt.

## Geschichte

### Gründung

Logo von Gründung bis 2021

Im Juni 2017 wurde angekündigt, dass die neu gegründete National Independent Soccer Association einen Spielbetrieb ab dem Jahr 2018 mit acht bis zehn Teams anstrebt. Zudem war geplant, auch ein Aufstiegs-/Abstiegssystem einzuführen, falls man das angestrebte Ziel von 24 Mannschaften erreichte hätte. So hätte man sich unterhalb der North American Soccer League positioniert. Bevor es aber zu weiteren Planungen in diese Richtung kommen konnte, stellte die NASL schon ihren Betrieb ein. Zudem kam noch hinzu, dass am 13. Februar 2018 der Mitbegründer Jack Cummins verstarb und am Peter Wilt als weiterer Mitbegründer sich vom Projekt abwand um bei der Gründung des Forward Madison FC mitzuhelfen. So wurde dann ein Komitee von Klub-Besitzern eingesetzt, um eine neue Leitung der Liga zu wählen.
Am 31. August 2018 wurde dann offiziell bei der USSF ein Antrag auf Zulassung einer Spielbetriebsgenehmigung als drittklassige Liga eingereicht, welcher am 16. Februar 2016 dann auch stattgegeben wurde. Nach einer längeren Zeit ohne weitere Kommunikation seitens der Liga gab es durch Druck der Klub-Besitzer erneut Änderungen in der Leitung der Liga und als Start der Liga nun der Herbst 2018 ins Auge gefasst.

### Erste Spielzeit und weitere Erweiterungen
Die erste Spielzeit wurde dann als Saison 2019/20 ausgetragen, dabei geteilt in eine Herbst- und eine Frühjahr-Hälfte. Das erste Spiel fand schließlich am 31. August 2019 statt und die erste Hälfte endete am 10. November desselben Jahres. Durch die Covid-19-Pandemie musste die zweite Hälfte der Saison erst unter- und schließlich komplett abgebrochen werden. Stattdessen wurde dann für die Klubs der NISA Independent Cup angekündigt, welcher im Juli ausgerichtet werden sollte. Mit der Zeit wurden mehr und mehr Vereinbarungen mit kleineren regionalen Ligen geschlossen, um Teams eine Möglichkeit zu bieten im Ligen-System weiter nach oben zu kommen. Weiter wurde im September 2020 verkündet, dass die Liga noch einen Unterbau in Form der NISA Nation bekommen wird, um den Teams als Zwischenstation von den regionalen Ligen zur NISA selbst zu geben.
Im Januar 2021 wurde zudem angekündigt in Zusammenarbeit mit der Liga United Women’s Soccer eine professionelle zweitklassige Frauenfußballliga unter dem Namen WISL (Women’s Independent Soccer League) im Jahr 2022 zu starten. aus diesen Plänen wurde aber nichts und die Partnerschaft wurde später auch aufgekündigt.

## Modus
Die erste Saison 2019/20 wurde in einem Herbst- sowie einen Frühlingsteil mit einer längeren Winterpause getrennt, unüblich zu den restlichen nationalen Ligen, welche eine Saison über das ganze Jahr strecken oder sie innerhalb eines Jahres in einigen zusammenhängenden Monaten austragen. In der ersten Herbsthälfte nahmen zum Start jeweils vier Mannschaften in zwei Staffeln (Ostküste und Westküste) teil. In diesen Staffeln spielte dann jeder zwei Mal gegen jede andere Mannschaft. Unter den ersten beiden Mannschaften jeder Staffel wurde dann ein Playoff ausgetragen, was der Sieger-Mannschaft eine direkte Playoff-Teilnahme nach der Frühlingshälfte zusicherte. Im Frühjahr traten dann fünf Mannschaften aus dem Herbst an welche mit drei weiteren neuen Mannschaften zusammen in eine einzige Tabelle gesteckt wurden. Die ersten vier Mannschaften von diesen acht sollten dann am Ende ebenfalls noch einmal ein Playoff ausspielen, diese wurden jedoch durch den Abbruch der Saison gar nicht ausgetragen.
Zur Saison 2020/21 wurden durch das Hinzufügen von neuen Mannschaften und der Nicht-Teilnahme von anderen Mannschaften in der ersten Saisonhälfte die Aufteilung etwas verändert. Erst wurde ein Pokal im Sommer durchgeführt, der aber keine Auswirkungen auf die Liga hatte und dann wurden wieder zwei Conferences gestartet, welche aber beide nicht gleich groß waren, was am Ende wieder im Herbst in Playoffs mündete, an denen nun nur noch acht Mannschaften teilnahmen, welche wieder zu jeweils vier Mannschaften in zwei Gruppen gesteckt wurden. Die beiden Gruppensieger und die Zweitplatzierten spielten am Ende den Herbst-Meister aus. In der Frühlingssaison nahmen nun erstmals neun Mannschaften teil, wodurch die Teams in jeweils drei Gruppen zu jeweils drei Mannschaften eingruppiert wurden. Am Ende wurden die Ergebnisse aus diesen Spielen auf einer zusammenhängenden Tabelle gewertet und die drei ersten Plätze spielten den Sieger beim sogenannten Legends Cup aus. In einer zweiten Phase nahmen die Mannschaften wieder an Spielen gegeneinander auf einer allumfassenden Tabelle teil. Schlussendlich nahmen die Gewinner der Herbst- als auch der Frühlingshälfte wie auch der Gewinner des Legends Cup am finalen Wettbewerb um die Saison-Meisterschaft teil.
Im Jahr 2021 wurde dann nur noch eine Herbst-Hälfte ausgespielt, da es zur Saison 2022 einen Wechsel auf eine Saison, die über das ganze Jahr läuft, gewechselt wurde. Zudem wurde im Voraus der Saison eine weitere Ausgabe des Ligaübergreifenden Pokals gespielt. In dieser Saison gab es auch keine Playoffs, sondern der erste der Tabelle wurde automatisch Meister. Seit der Saison 2022 findet eine Saison über das ganze Jahr von Frühling bis Herbst statt, in der Mannschaften in zwei Divisionen ihre Teilnehmer an den Playoffs zur Meisterschaft ausspielen.

## Mannschaften

### Saison 2023
Die folgenden Mannschaften nahmen am Spielbetrieb der Saison 2023 teil.
| Mannschaft          | Gründung | Erste Saison | Stadion                     | Ort           | Bundesstaat/Provinz |
| ------------------- | -------- | ------------ | --------------------------- | ------------- | ------------------- |
| Arizona Monsoon FC  | 2023     | 2024         | Matt O. Hanhila Field       | Phoenix       | Arizona             |
| Chattanooga FC      | 2009     | 2020         | Finley Stadium              | Chattanooga   | Tennessee           |
| Club de Lyon        | 2022     | 2023         | Daytona Stadium             | Daytona Beach | Florida             |
| Georgia FC          | 2024     | 2024         | Dalton Academy Stadium      | Conyers       | Georgia             |
| Irvine Zeta FC      | 2022     | 2024         | Championship Soccer Stadium | Irvine        | Kalifornien         |
| Los Angeles Force   | 2019     | 2019         | Valley High School Stadion  | Los Angeles   | Kalifornien         |
| Maryland Bobcats FC | 2016     | 2021         | Maryland SoccerPlex         | Boyds         | Maryland            |
| Michigan Stars FC   | 1982     | 2020         | Barnabo Field               | Washington    | Michigan            |
| Savannah Clovers FC | 2016     | 2023         | Memorial Stadium            | Savannah      | Georgia             |

### Pausierende
| Albion San Diego | 2017 | 2019 | Canyon Crest Academy Stadium | San Diego           | -        | California United Strikers FC | 2017 | 2019 | Championship Soccer Stadium | Irvine | Kalifornien |
| Gold Star FC     | 2022 | 2023 | Madonna Athletic Complex     | Livonia             | Michigan |                               |      |      |                             |        |             |
| New York Cosmos  | 2010 | 2020 | Mitchel Athletic Complex     | Uniondale, New York | New York |                               |      |      |                             |        |             |

### Geplante
| Mannschaft        | Stadt                      | Stadion                      | Gründung | Einstieg |
| ----------------- | -------------------------- | ---------------------------- | -------- | -------- |
| Calabasas FC      | Thousand Oaks, Kalifornien | Moorpark High School Stadion | 1979     | 2024     |
| Las Vegas Legends | Paradise, Nevada           | Peter Johan Memorial Field   | 2012     | 2025     |

### Ehemalige
| Mannschaft        | Stadt                                | Einstieg      | Ausstieg    | Verbleib                                      |
| ----------------- | ------------------------------------ | ------------- | ----------- | --------------------------------------------- |
| Atlanta SC        | Alpharetta, Georgia                  | Herbst 2019   | Herbst 2019 | aufgelöst                                     |
| Bay Cities FC     | Redwood City, Kalifornien            | 2021          | 2022        | aufgelöst                                     |
| Chattanooga FC    | Chattanooga, Tennessee               | 2021          | 2023        | Wechsel in die MLS Next Pro                   |
| Chicago House AC  | Bridgeview, Illinois                 | Herbst 2021   | Herbst 2021 | Wechsel in die Midwest Premier League         |
| Detroit City FC   | Hamtramck, Michigan                  | Frühling 2020 | Herbst 2021 | Wechsel in die USL Championship               |
| Flower City Union | Rochester, New York Auburn, New York | 2022          | 2023        | Wechsel in die National Premier Soccer League |
| Miami FC          | Miami, Florida                       | Herbst 2019   | Herbst 2019 | Wechsel in die USL Championship               |
| New Amsterdam FC  | Hempstead, New York                  | Herbst 2020   | Herbst 2021 | Fokus auf Jugendmannschaften                  |
| Philadelphia Fury | Philadelphia, Pennsylvania           | Herbst 2019   | Herbst 2019 | aufgelöst                                     |
| Oakland Roots     | Oakland, Kalifornien                 | Herbst 2019   | Herbst 2020 | Wechsel in die USL Championship               |
| San Diego 1904 FC | San Diego, Kalifornien               | Herbst 2019   | Herbst 2021 | Fusion mit Albion San Diego                   |
| Stumptown AC      | Matthews, North Carolina             | Herbst 2019   | Herbst 2021 | aufgelöst                                     |
| AC Syracuse Pulse | Syracuse, New York                   | 2021          | 2022        | Fusion mit Flower City Union                  |
| Valley United FC  | Mesa                                 | 2020          | 2022        | aufgelöst                                     |

### Saison 2024
Folgende Mannschaften nahmen in zwei Conferences am Spielbetrieb teil.

#### East Conference
| Mannschaft          | Gründung | Erste Saison | Stadion                | Ort           | Bundesstaat/Provinz |
| ------------------- | -------- | ------------ | ---------------------- | ------------- | ------------------- |
| Club de Lyon        | 2022     | 2023         | Daytona Stadium        | Daytona Beach | Florida             |
| Georgia FC          | 2024     | 2024         | Dalton Academy Stadium | Conyers       | Georgia             |
| Maryland Bobcats FC | 2016     | 2021         | Maryland SoccerPlex    | Boyds         | Maryland            |
| Michigan Stars FC   | 1982     | 2020         | Barnabo Field          | Washington    | Michigan            |
| Savannah Clovers FC | 2016     | 2023         | Memorial Stadium       | Savannah      | Georgia             |

West Conference
| Mannschaft         | Gründung | Erste Saison | Stadion                     | Ort                 | Bundesstaat/Provinz |
| ------------------ | -------- | ------------ | --------------------------- | ------------------- | ------------------- |
| Arizona Monsoon FC | 2023     | 2024         | Matt O. Hanhila Field       | Phoenix             | Arizona             |
| Irvine Zeta FC     | 2022     | 2024         | Championship Soccer Stadium | Irvine              | Kalifornien         |
| Los Angeles Force  | 2019     | 2019         | Valley High School Stadion  | Los Angeles         | Kalifornien         |
| Capo FC            |          |              | Jserra Stadium              | San Juan Capistrano | Kalifornien         |

Meister wurde Los Angeles Force nach einem Sieg mit 3:2 im Elfmeterschießen gegen den an Nummer 2 gesetzten Irvine Zeta FC und holten damit ihren ersten Titel in der National Independent Soccer Association.